# Фіерза (водосховище)
Фієрза — водосховище в гірському районі Північної Албанії та Косово. Водосховище створене греблею на річці Дрин біля села Фієрза, вище гирла правої притоки Валбона. Площа — 72 км², об'єм — 2,7 км³, корисний об'єм — 2,3 км³. Це найбільше водосховище в Албанії. Площа водозбору — 11 829 км².
Роботи з будівництва дамби розпочалися в 1970 році. Спорудженню греблі намагалися перешкодити китайці. У листопаді 1970 року Албанію відвідав заступник міністра енергетики Китаю, який зустрівся з Міністром енергетики Албанії Рахман Ханку. Наповнення розпочато в жовтні 1978 року, максимальної глибини в 130 м досягнуто в квітні 1981 року.
Гребля побудована в 1971—1978 роках. Гребля — кам'яна, ядро греблі — з глини. Висота греблі — 166,5 м, довжина — 308 м. Ширина греблі — від 574,28 м в основі до 13 м в гребені, об'єм — 8 млн м³. На момент будівництва дамба була другою за висотою в Європі серед дамб своєї конструкції.
Рівень гребеня греблі — 312 м над рівнем моря, рівень підошви — 176 м над рівнем моря, верхній рівень води — 296 м над рівнем моря, мінімальний рівень води — 240 м над рівнем моря. Середньорічна витрата — 202 м³/с.
Пропуск води — через два тунельних водоскиди. Сумарна пропускна здатність водоскидів — 2670 м³/с.
Водосховище Фієрза — верхнє в Дринському каскаді. Нижче греблі Фієрза розташоване водосховище Комані. Його гребля побудована в 1979—1985 роках, наповнення водосховища розпочато в 1985 році. Сумарний об'єм двох водосховищ перевищує 4 км³. Також у 1967—1971 роках збудовано греблю водосховища Вау-і-Дейес.
Водосховище Фієрза використовується окрім виробництва електроенергії для регулювання річних витрат, що підвищує ефективність всього каскаду. Велика ємність водосховища Фієрза дозволяє накопичувати воду в сезон дощів і використовувати її для виробництва енергії в сухий сезон.
У 2014 році міська рада Кукеса оголосила озеро Регіональним природним парком.

## ГЕС Фіерза
Будівництво ГЕС розпочато в 1970 році. Перший агрегат ГЕС Фієрза введений в експлуатацію в 1978 році. Введена в експлуатацію на повну потужність у 1980 році. Ця ГЕС побудована з використанням обладнання з Китаю, але за концепцією албанських інженерів. На будівництві станції було задіяно близько 14 тисяч робітників, інженерів і фахівців.
На станції встановлено 4 агрегати з вертикальними турбінами Френсіса потужністю 125 МВт кожна і 3-фазними синхронними генераторами напругою 13,8 кВ. Встановлена потужність — 500 МВт, річна генерація електроенергії — 1300 млн кВт⋅год, це становить приблизно 33 % виробництва Дринського каскаду.
Побудовано 4 лінії електропередачі (ЛЕП) напругою 220 кВ (Фієрза-Тирана, Фієрза — Комані, Фієрза — Ельбасан, Фієрза-Призрен) і 2 ЛЕП напругою 110 кВ (Фієрза — Байрам-Цуррі, Фієрза — Фуша-Арез).